# مجسمه جان هاروارد

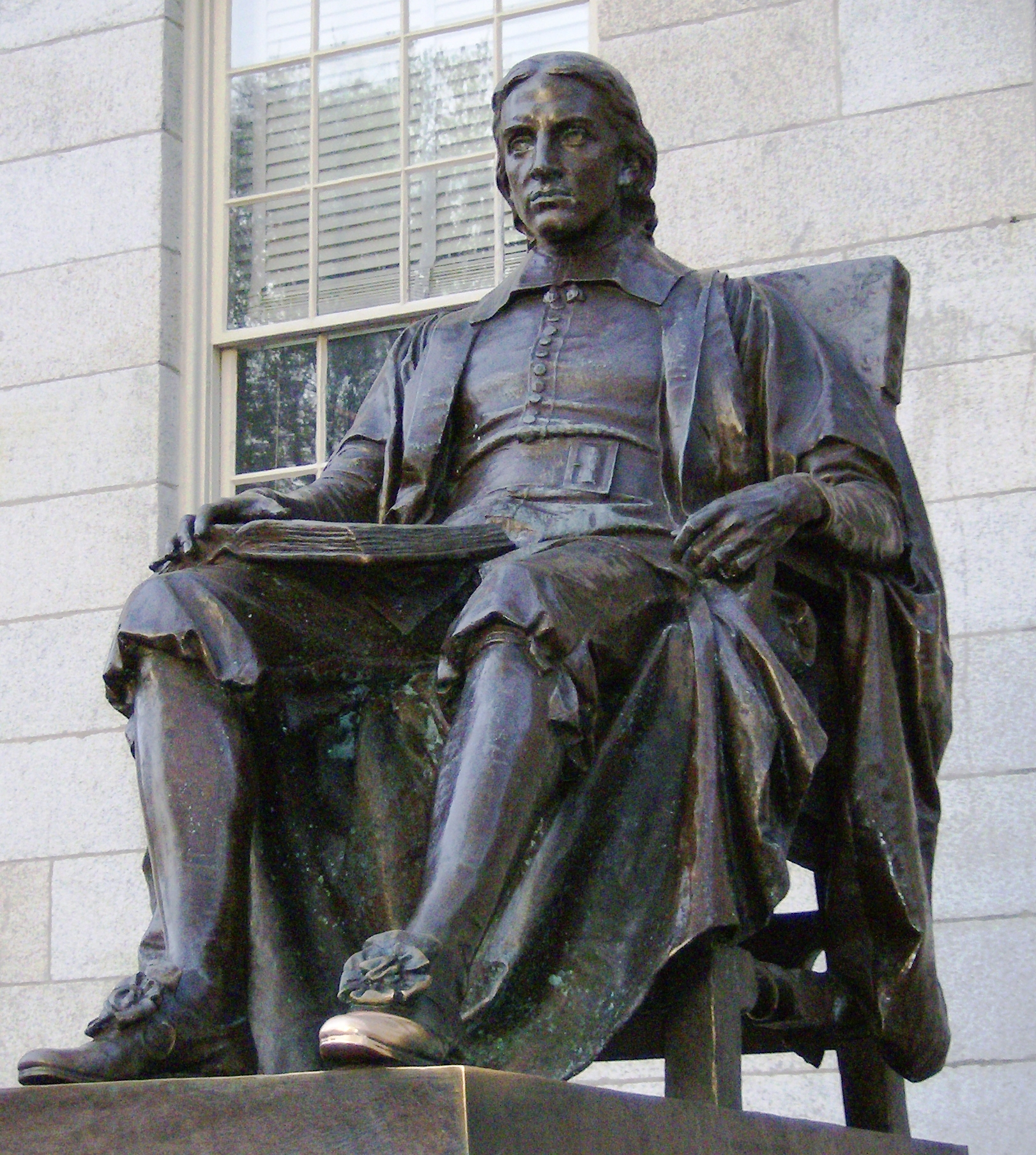
مجسمه جان هاروارد

مجسمه جان هاروارد یک مجسمه برنزی است که توسط دَنیِل چستر فرانسوی در تجلیل از یاد و خاطره جان هاروارد (یکی از بنیان‌گذاران دانشگاه هاروارد) ساخته شده و در حیاطِ هاروارد در شهر کمبریج، ماساچوست آمریکا واقع شده‌است.
بنا بر منابع رسمی هاروارد، تأسیس این دانشگاه، نه توسط یک فرد که حاصل تلاش جمعی بوده‌است؛ لذا جان هاروارد نه به عنوان بنیان‌گذار، بلکه به عنوان یکی از بنیان‌گذاران این دانشگاه شناخته می‌شود. هر چند به موقع بودن و سخاوت بسیار زیاد او در این مهم، او را به عنوان مفتخرترین این بنیان‌گذاران تبدیل کرده‌است.
گردشگران اغلب، انگشتِ کفشِ پای چپِ مجسمه جان هاروارد را به دلیل باور غلطی که این کار را سنّتِ دانشجوهای هاروارد می‌داند و باعث خوش شانسی است، می‌مالند.

## ترکیب

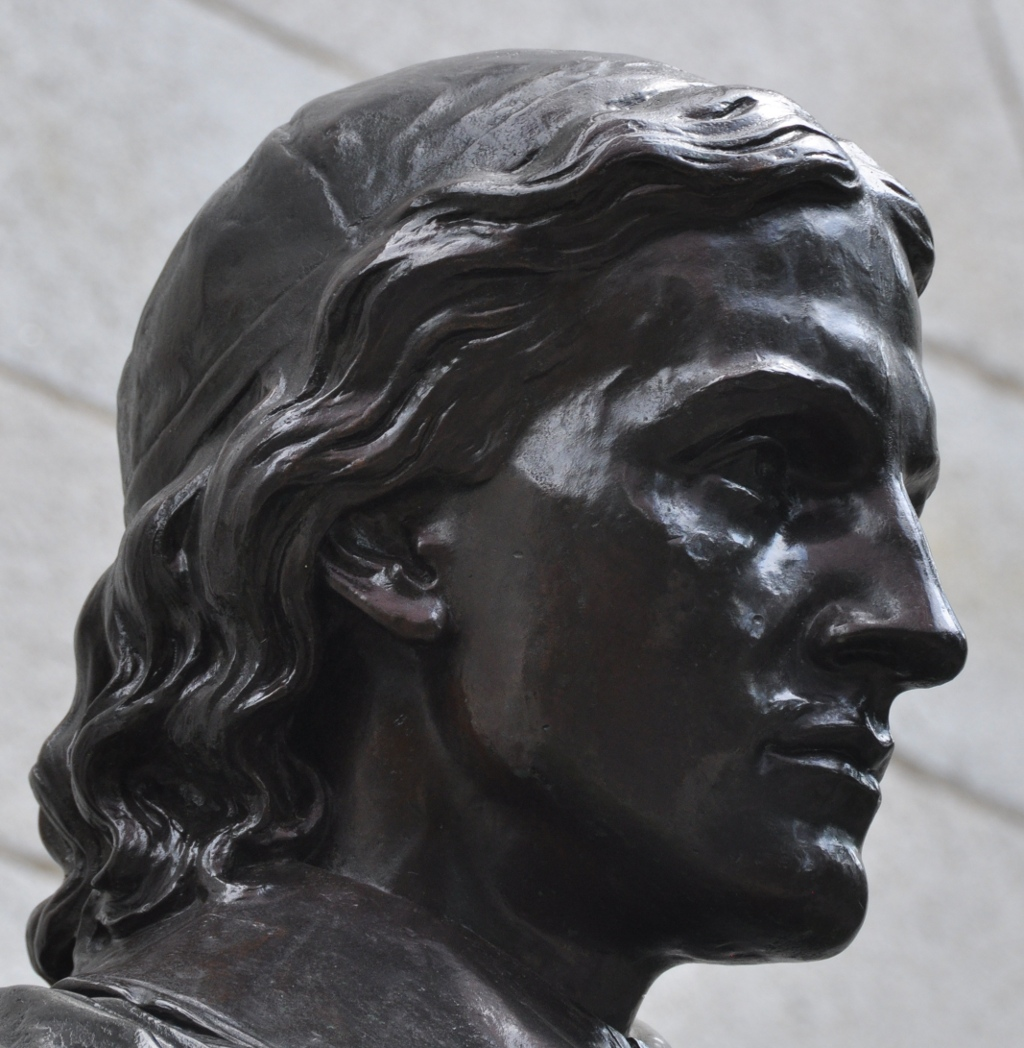

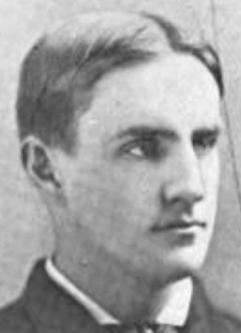
یکی از دانشجویانِ هاروارد به نام شرمن هور منبع الهام صورت مجسمه جان هاروارد بوده است.